# Texarkana (Arkansas)
Texarkana és una població dels Estats Units a l'estat d'Arkansas. Segons el cens del 2005 tenia 30.006 habitants. Com el seu nom indica, és una unitat dividida entre nos estats, Texas i Arkansas. L'altra meitat del municipi és Texarkana (Texas).

## Demografia
Segons el cens del 2000, Texarkana tenia 26.448 habitants, 10.384 habitatges, i 7.040 famílies. La densitat de població era de 320,6 habitants/km².
Dels 10.384 habitatges en un 32,5% hi vivien nens de menys de 18 anys, en un 45,3% hi vivien parelles casades, en un 18,7% dones solteres, i en un 32,2% no eren unitats familiars. En el 28,3% dels habitatges hi vivien persones soles l'11,6% de les quals corresponia a persones de 65 anys o més que vivien soles. El nombre mitjà de persones vivint en cada habitatge era de 2,45 i el nombre mitjà de persones que vivien en cada família era de 2,99.
Per edats la població es repartia de la següent manera: un 25,9% tenia menys de 18 anys, un 10,1% entre 18 i 24, un 28,5% entre 25 i 44, un 21,5% de 45 a 60 i un 14% 65 anys o més.
L'edat mediana era de 35 anys. Per cada 100 dones de 18 o més anys hi havia 87 homes.
La renda mediana per habitatge era de 31.343 $ i la renda mediana per família de 37.157 $. Els homes tenien una renda mediana de 35.204 $ mentre que les dones 21.731 $. La renda per capita de la població era de 17.130 $. Entorn del 17,2% de les famílies i el 21,7% de la població estaven per davall del llindar de pobresa.

## Poblacions properes
El següent diagrama mostra les poblacions més properes.